# Suseong-dong, Jeongeup
Suseong-dong (koreanska: 수성동) är en stadsdel i staden Jeongeup i provinsen Norra Jeolla i den sydvästra delen av  Sydkorea, 220 km söder om huvudstaden Seoul.